# Fennistik Greifswald

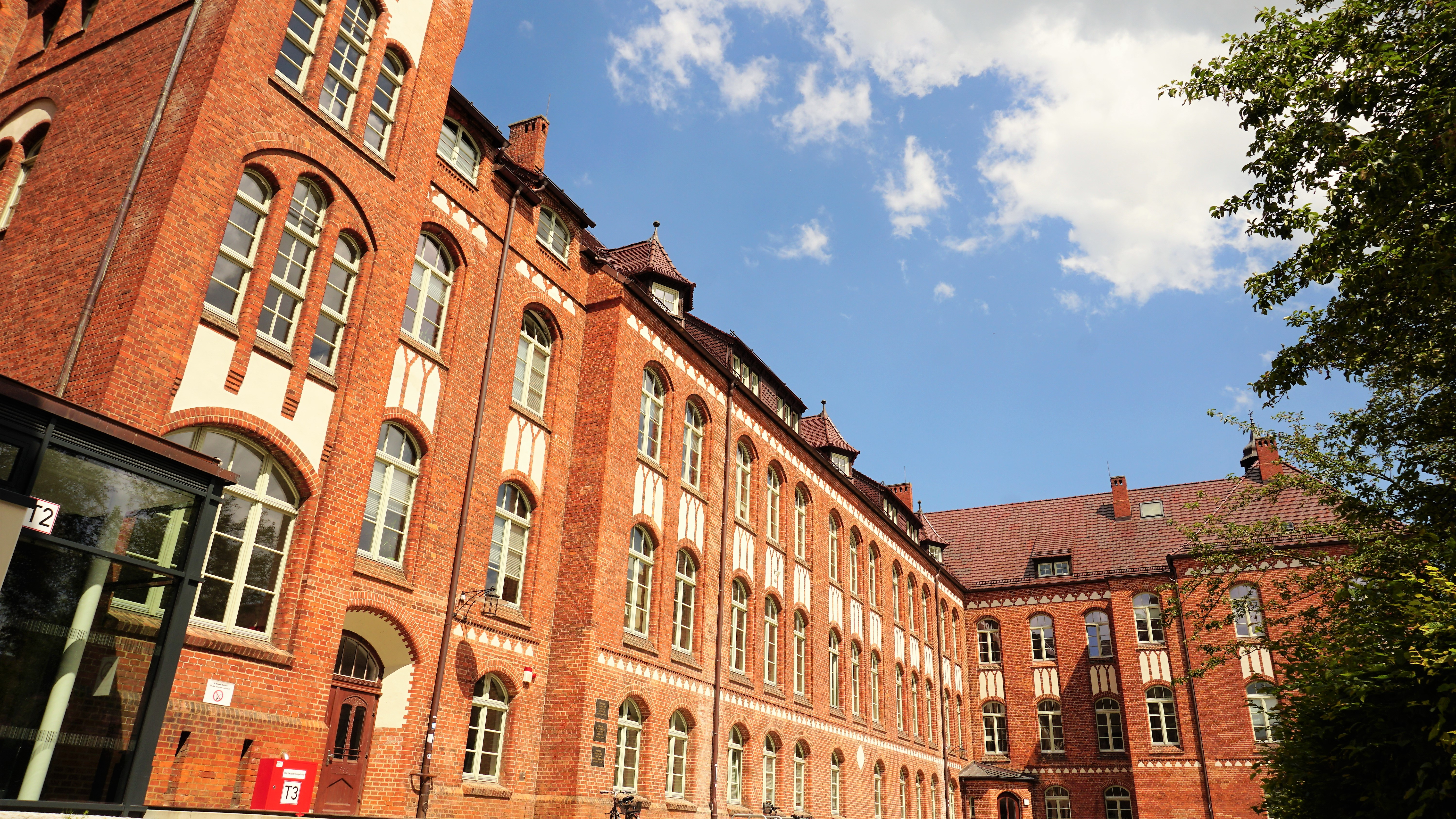
Seit 2018 Heimstatt des Instituts für Fennistik und Skandinavistik. Das Gebäude der alten Chirurgie auf dem Lohmeyer-Campus.

Die Fennistik Greifswald ist Teil des Instituts für Fennistik und Skandinavistik an der Universität Greifswald. Mit der Begründung des ersten Lektorats für Finnisch in Deutschland 1921 sowie des damaligen Instituts für Finnlandkunde leistete die Universität bei der Etablierung des Forschungsgebietes in Deutschland Pionierarbeit. 2011 feierten Universität und Lehrstuhl das 90-jährige Bestehen des Finnischunterrichts in Deutschland mit zwei Fachkonferenzen sowie mehreren Ausstellungen. Im Rahmen eines akademischen Festakts zum 100. Jubiläum 2021 wurde der finnischen Sprachwissenschaftlerin Kaisa Häkkinen im Rahmen eines akademischen Festakts die Ehrendoktorwürde der Philosophischen Fakultät verliehen.

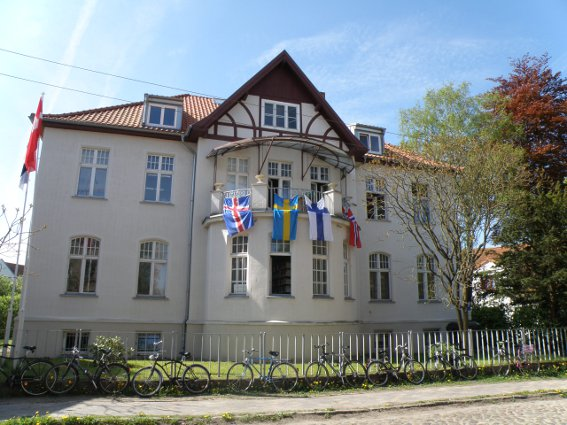
Ehemaliges Gebäude des Instituts für Fennistik und Skandinavistik in der Hans-Fallada-Straße, Greifswald

## Geschichte
Die Beziehungen der Universität Greifswald zu Finnland reichen weit in die Zeit vor der Gründung des ersten Finnischlektorats 1921 zurück, was unter anderem durch die gemeinsame Zeit Vorpommerns und Finnlands unter schwedischer Herrschaft begründet ist. Wissenschaftsgeschichtlich ist die Greifswalder Alma Mater die nach der Göttinger Georgia Augusta wohl wichtigste Geburtsstätte der deutschen Finnlandkunde. Eine große Rolle dabei spielte der Historiker Friedrich Rühs, dessen 1809 veröffentlichtes Werk Finnland und seine Bewohner die erste deutschsprachige Finnlandmonografie darstellte und das deutsche Finnlandbild auf lange Zeit prägte. Eine 1827 herausgegebene Neufassung durch Adolf Iwar Arwidson war sogar in Finnland selbst jahrzehntelang konkurrenzlos.
Im Jahre 1917 beschloss das Preußische Abgeordnetenhaus im Rahmen einer verstärkten Pflege der Auslandsstudien an den Universitäten Preußens, auch Nordeuropa in diese einzubeziehen. Greifswalds traditionelle Beziehungen zu Schweden aufgrund der 170-jährigen Zugehörigkeit zum schwedischen Reich machten die dortige Universität zum idealen Standort des neuzubegründenden Instituts. Am 4. Oktober 1918 wurde das Nordische Institut feierlich eröffnet. Die bis 1933 gültige Satzung nannte als Zweck des Institutes „die Aufgabe, durch Forschung und Lehre die Erkenntnis von Land, Volk und Kultur der nordischen Staaten zu fördern.“ Das neue Institut gehörte keiner Fakultät an, sondern war direkt der Universität unterstellt. Zum Vorstand sowie auch zum Lehrkörper gehörten nicht nur Philologen, sondern auch Geografen, Juristen, Historiker und Nationalökonomen. Dementsprechend vielfältig war das Lehrangebot, das weit über Sprach- und Literaturwissenschaft hinausging. Dennoch lag das Hauptaugenmerk auf den beiden genannten Bereichen, was eine grundlegende Neuerung im deutschen Universitätswesen darstellte.
Im November 1920 erhielt das Nordische Institut eine Finnlandabteilung, die im Februar 1922 durch Ministeriumserlass als Institut für Finnlandkunde weitgehend selbstständig wurde. Die Aufgabe dieses Instituts war im Wesentlichen deckungsgleich mit der des Nordischen Instituts, allerdings mit Finnland im Fokus. Entscheidend war die Vermittlung der finnischen Sprache, wofür 1921 ein Lektorat eingerichtet wurde, das erste Finnischlektorat auf deutschem Boden. Finanziell unterstützt wurde dieses Vorhaben durch die Kordelinische Stiftung in Finnland mit jährlich 12.000 Finnmark. In finnischen Wissenschaftskreisen bestand großes Interesse an der Finnlandforschung in Greifswald, was sich auch in der Gründung einer „Gesellschaft von Freunden der finnischen Abteilung am Nordischen Institut“ in Helsinki zeigte. Der erste Finnischlektor Greifswalds – und damit auch Deutschlands – war der Oberlehrer Arvid Rosenqvist, ein Germanist, der ab Oktober 1921 seine „Finnischen Übungen“ anbot. Neben dem Sprachunterricht gehörten zum Aufgabengebiet des Lektors auch Bibliotheksarbeit sowie ein bis zwei Wochenstunden Vorlesungen, deren Themen je nach Kenntnis und Interesse des jeweiligen Lektors von Literatur und Kultur über finnougrische Sprachgeschichte bis zur finnischen Wirtschaft reichten.
Der erste Direktor des Instituts für Finnlandkunde, der Geographieprofessor Gustav Braun, sah dessen Ausrichtung eher im geographischen und wirtschaftlichen Bereich, was sich auch in der Wahl von Rosenqvists Nachfolger widerspiegelte, Yrjö Vemmel, ein Diplomkaufmann ohne philologische Ausbildung.
Das IfF veröffentlichte im Zeitraum von seiner Gründung bis zum Zweiten Weltkrieg mehrere wissenschaftliche Serien: die Schriften aus dem Institut für Finnlandkunde (1923–1928) mit umfangreichen Abhandlungen, die Berichte (seit 1922) mit kleineren Beiträgen zu verschiedensten Themen, die Mitteilungen (1921–1938) mit größeren und kleineren Aufsätzen, eine Pressekorrespondenz (bis 1927, wieder ab 1934) sowie gemeinsam mit dem Nordischen Institut die Vierteljahresschrift Nordische Rundschau (seit 1928), die 1936 als Sondernummer ein illustriertes Kalevala-Heft herausbrachte. Im besagten Zeitraum wurde das Vorlesungsprogramm des Instituts auch durch zahlreiche Gastvorträge aus Finnland bereichert, unter anderem von V. A. Koskenniemi und P. Katara.
Ab 1933 änderte sich einiges für das Institut. Aufgrund seiner Ausrichtung auf ein nordisches Land fiel ihm besonderes Interesse von Seiten der Nationalsozialisten zu. Obwohl man bei der Forschungsarbeit um Objektivität bemüht war, verfielen doch einige Wissenschaftler der herrschenden Ideologie und räumten dem Thema Rassenprobleme in den Publikationen bedeutend mehr Raum ein als zuvor. Auch beteiligte sich das Institut an der Intensivierung der deutsch-finnischen Militärbeziehungen. Lehre und Forschung standen bis zum Kriegsbeginn weiterhin im Vordergrund, erst 1939 änderte sich das Aufgabengebiet des Instituts für Finnlandkunde grundlegend. Die Forschungsarbeit wurde stark eingeschränkt, die Publikationstätigkeit eingestellt und das Institut aufgefordert, seine „Auslandsbeziehungen in den Dienst des deutschen Abwehrkampfes zu stellen.“ Der Finnischunterricht sowie auch restliche Institutsarbeit wurden durch den Einzug der Mitarbeiter zum Militärdienst stark beeinträchtigt.
Aufgrund der genannten Entwicklungen war das Institut nach Kriegsende sowohl in Finnland als auch bei den Machtorganen in Nachkriegsdeutschland kompromittiert, was einen Neuanfang des Fachgebiets erforderlich machte.
Im Jahre 1945 wurde die Institutstätigkeit vollständig eingestellt, die Zukunft der Greifswalder Finnlandkunde war ungewiss. Erst 1954 wurde das Nordische Institut reaktiviert und 1955 genehmigte das Staatssekretariat für Hochschulwesen der DDR die Einrichtung eines Finnischlektorats. Lektor wurde Reino Järvinen, der bereits vor dem Zweiten Weltkrieg diese Position innegehabt hatte. Seine erste Aufgabe war die Neuordnung der Fachbibliothek, ab Februar 1956 erteilte er wieder Finnischunterricht. Entsprechend der Greifswalder Tradition und den außenpolitischen Absichten der DDR war die Ausrichtung des neuen Nordischen Instituts, dem die Greifswalder Finnlandkunde angegliedert wurde, nicht rein philologisch. So wurden neben Sprache, Literatur und Kultur Finnlands auch dessen Ökonomie, Innenpolitik und internationalen Beziehungen gelehrt. Aufgabe des Institutes war es, Fachleute für nordeuropäische Fragen auszubilden. Dieses Ausbildungsprofil wurde später dahingehend geändert, dass nunmehr Sprachmittler (Übersetzer und Dolmetscher) und Regionalwissenschaftler ausgebildet wurden. Die Immatrikulation für Fennistik war im Zwei-Jahres-Turnus möglich. 1977 wurde in Greifswald ein Lehrstuhl für Fennistik geschaffen, der wie bereits das Lektorat 1921 ein Novum auf deutschem Boden war. Erster Lehrstuhlinhaber war Kurt Schmidt.
Aufgrund der politischen Lage war der direkte Kontakt der Studierenden zu Finnland stark eingeschränkt, was die Lektorinnen durch Kontakt zu Muttersprachlern bei Betreuungsaufgaben und Dolmetschereinsätzen teilweise zu kompensieren versuchten.
Die Einschränkungen in Lehre und Forschung wurden durch die Wende 1989 über Nacht aufgehoben, sie löste jedoch auch andere Vorgänge aus, die letztendlich dazu führten, dass keiner der ursprünglichen mit Finnland befassten Mitarbeiter am Institut verblieb. Der Lehrstuhl für Fennistik blieb jedoch bestehen, und das neue Kultusministerium in Mecklenburg-Vorpommern betrachtete den Fortbestand des Studienganges als wünschenswert. Die nicht-philologisch ausgerichteten Teile des Lehrangebots wurden jedoch gestrichen. Der Finnischunterricht wurde kontinuierlich weitergeführt und der seit 1993 vakante Lehrstuhl im Frühjahr 1994 von Pekka Lehtimäki (1934–2013) und sechs Jahre später von Sirkka-Liisa Hahmo übernommen. Das Nordische Institut war seit 2008 als „Nordische Abteilung“ Teil des Institutes für fremdsprachliche Philologien. Im Jahr 2013 hat es seine Eigenständigkeit zurückerhalten und heißt nunmehr Institut für Fennistik und Skandinavistik. Die Studierendenzahl befindet sich in den letzten Jahren im stetigen Wachstum.
Derzeit (Stand 2021) studieren ca. 50 Studierende Fennistik in Greifswald. Lehrstuhlinhaber ist seit 2008 Marko Pantermöller, der vorher sechs Jahre lang als Assistent am Lehrstuhl tätig war. Das Lektorat für Finnisch hat seit dem Wintersemester 2016 Dr. Jutta Salminen inne. Des Weiteren sind Dr. des. Yvonne Bindrim und Dr. Thekla Musäus als wissenschaftliche Mitarbeiterinnen mit Lehrverpflichtung am Lehrstuhl beschäftigt. Reine Forschungsaufgaben leisten im Rahmen von Drittmittelprojekten die Mitarbeiter Dr. Santeri Junttila und Benjamin Schweitzer.  Die Greifswalder Fennistik ist Erasmus-Partnerhochschule der Universitäten in Helsinki, Turku, Tampere, Jyväskylä, Tallinn und Tartu sowie der Universität Ostfinnland.
Studierende und Lehrkörper der Fennistik sind jedes Jahr bei der Ausrichtung des Nordischen Klangs in Greifswald, des größten skandinavischen Kulturfestivals außerhalb Skandinaviens, beteiligt, an dem regelmäßig namhafte Musiker und Autoren aus Finnland teilnehmen.

## Lehrangebot
Am Lehrstuhl für Fennistik in Greifswald kann das Fachgebiet sowohl als eines von zwei Fächern im Bachelor sowie darauf aufbauend als Schwerpunktfach im integrierten linguistischen Masterstudiengang Sprachliche Vielfalt studiert werden. Beide Studiengänge beinhalten neben dem Sprachunterricht im Finnischen (sowie für Masterstudenten auch in Finnlands zweiter Landessprache, dem Schwedischen) Seminare und Vorlesungen zu Sprach- und Literaturwissenschaft sowie Landes- und Kulturstudien. In Zusammenarbeit mit der Greifswalder Skandinavistik werden auch Kenntnisse der skandinavischen Literatur- und Kulturgeschichte vermittelt. Im Oktober 2019 wurde mit Unterstützung des estnischen Bildungsministeriums ein Gastlektorat für estnische Sprache und Kultur am Lehrstuhl für Fennistik eingerichtet.
Der finnische Staat unterstützt den Lehrstuhl jährlich durch eine Reihe von Gastdozenten, die Blockseminare zu fennistischen Themen anbieten. Des Weiteren gibt es regelmäßig Gastvorlesungen von Dozenten und Professoren der Fennistik bzw. Finnougristik anderer Universitäten, wie z. B. von der Partneruniversität in Poznań. Gemeinsam mit den Universitäten Warschau, Prag und Köln hat die Greifswalder Fennistik seit 2017 eine jährliche internationale Herbstschulserie der Auslandsfennistik für Masterstudierende und Promovierende initiiert, die vom finnischen Zentralamt für Unterrichtswesen finanziert wird.
Weiterhin haben die Studierenden die Möglichkeit zur Teilnahme an Übersetzungsworkshops, deren Ergebnisse jedes Jahr im Rahmen der Tagung Junge Literatur in Europa der Hans-Werner-Richter-Stiftung präsentiert werden, an der traditionell ein finnischer und ein estnischer Autor teilnimmt.

## Jubiläumsjahr 2011 – 90 Jahre Finnischunterricht in Deutschland

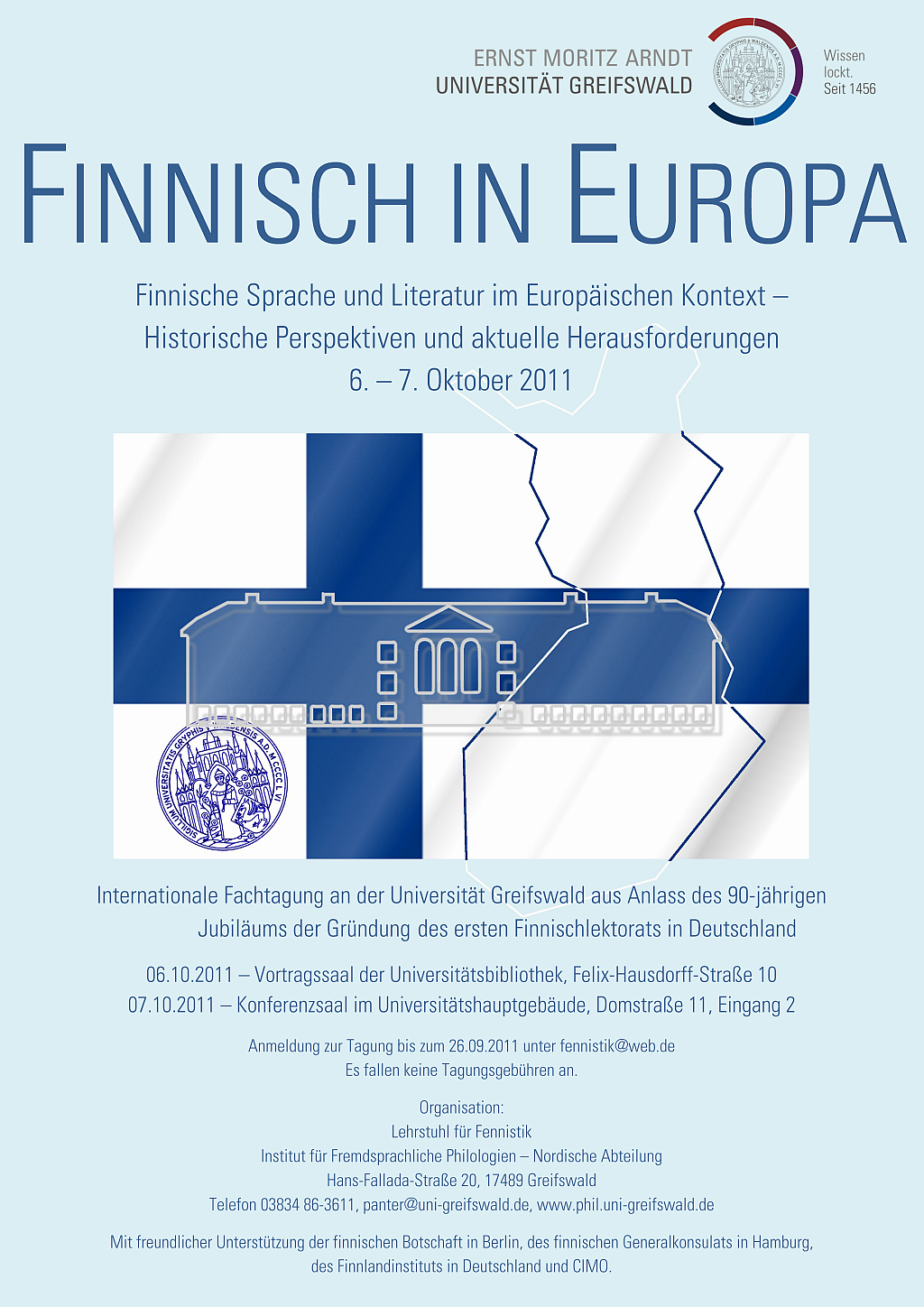
Plakat der Fachtagung

Im Jahr 2011 feierte die Greifswalder Fennistik das 90-jährige Jubiläum des Finnischunterrichts in Deutschland. Im Wintersemester 1921/22 war erstmals in Greifswald – und damit auch in Deutschland – regelmäßiger Finnischunterricht Teil des Vorlesungsverzeichnisses gewesen. Anlässlich dieses Ereignisses erklärten die Greifswalder Fennisten das Jahr 2011 zum Jubiläumsjahr „90 Jahre Finnisch in Deutschland – Suomen kieli Saksassa 90 vuotta“. 

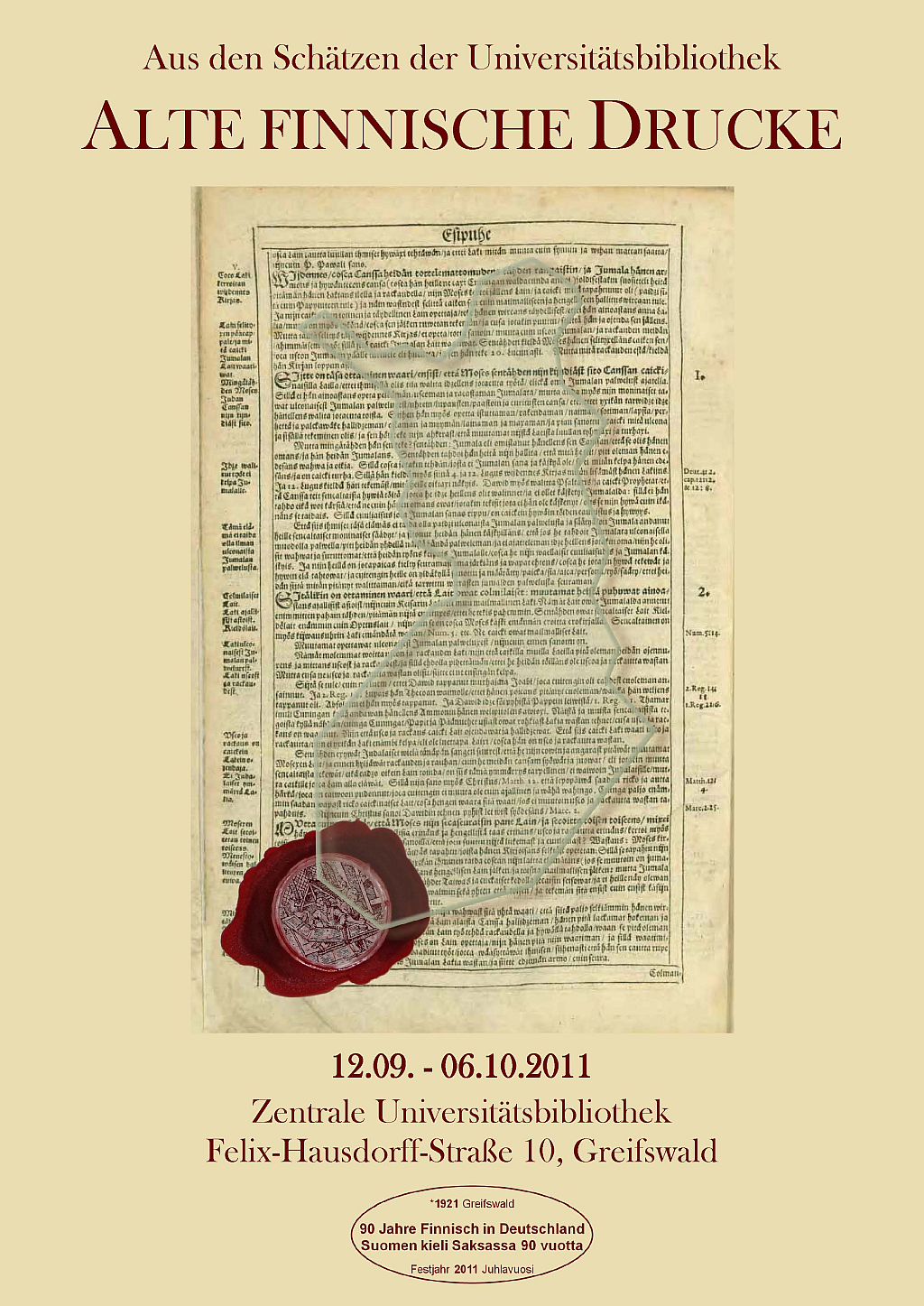
Ausstellungsplakat

### Studierendenkonferenz: Silta Suomeen
Auftakt der Jubiläumsfeierlichkeiten bildete die am 12.–14. Mai abgehaltene Studierendenkonferenz „Silta Suomeen – Brücke nach Finnland“, zu der Studierende finnlandkundlicher Fächer oder mit Finnlandinteresse aus dem deutschsprachigen Raum sowie der europäischen Partnerhochschulen eingeladen waren. Organisiert wurde die Konferenz von den Masterstudentinnen der Fennistik. Das Teilnehmerfeld kam schließlich aus ganz Deutschland, Österreich und Finnland. Im Mittelpunkt der insgesamt 13 Vorträge standen hauptsächlich studentische Qualifikationsarbeiten, die von den Teilnehmern vorgestellt wurden. Einen kulturellen Rahmen lieferte der gleichzeitig stattfindende XX. Nordische Klang.

### Ausstellung: Alte finnische Drucke
Von Mitte September bis Anfang Oktober wurden im Rahmen der Jubiläumsfeierlichkeiten die wertvollen alten Fennica der Universitätsbibliothek in deren Foyer ausgestellt. Nach 1988 war diese Ausstellung erst die zweite Präsentation der alten Drucke in der Öffentlichkeit. Sie erfreute sich eines überraschend großen Medieninteresses. So berichtete neben den lokalen Zeitungen auch der NDR über Greifswalds finnische Schätze. Die Finissage der Ausstellung Anfang Oktober war Startschuss des wissenschaftlichen Höhepunkts des Jubiläumsjahres, einer internationalen Fachtagung.

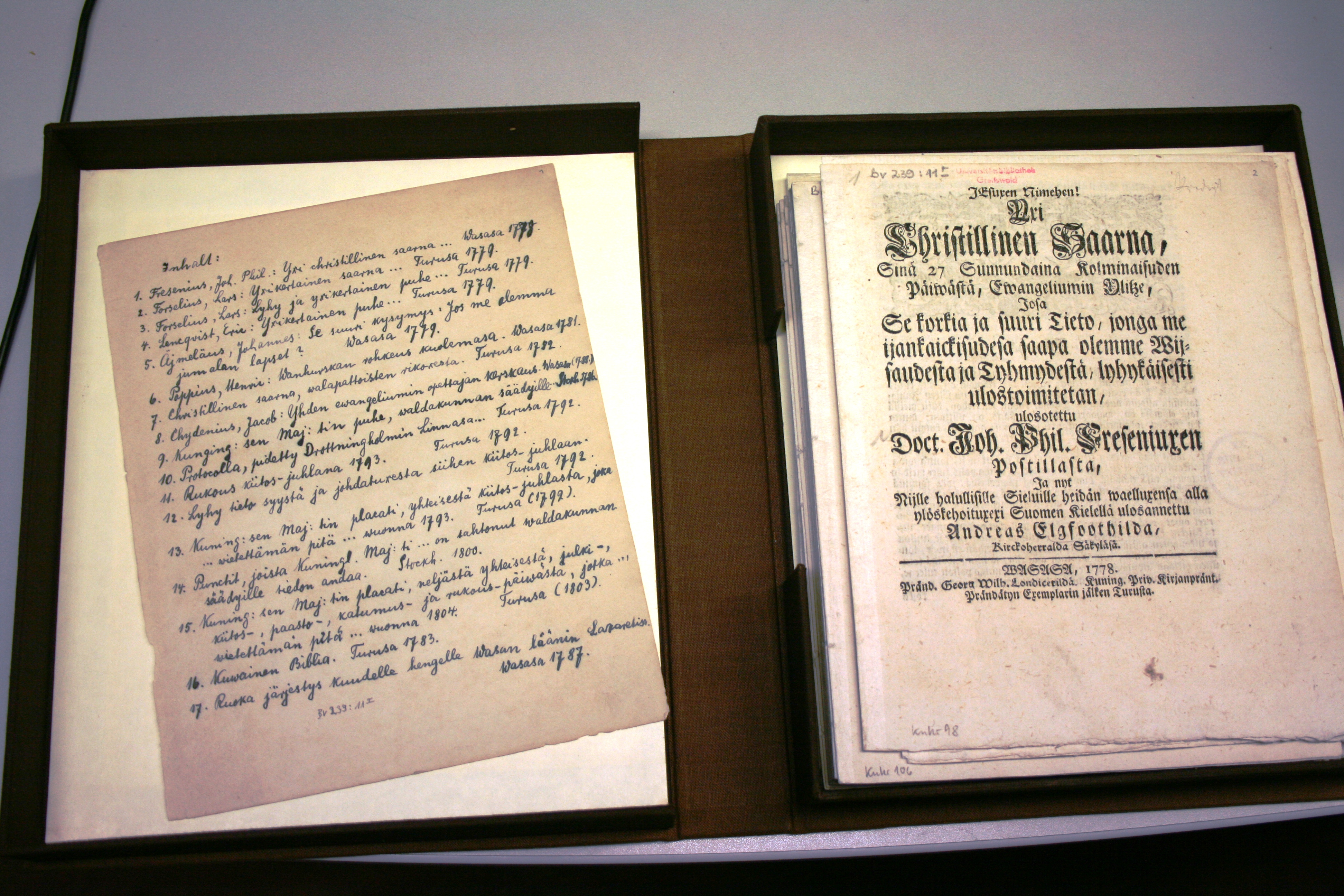
Eine Reihe ungebundener Kleinstdrucke aus dem 18. und 19. Jahrhundert. Darunter Predigten, Erlässe, Plakate und das Fragment einer Bilderbibel.

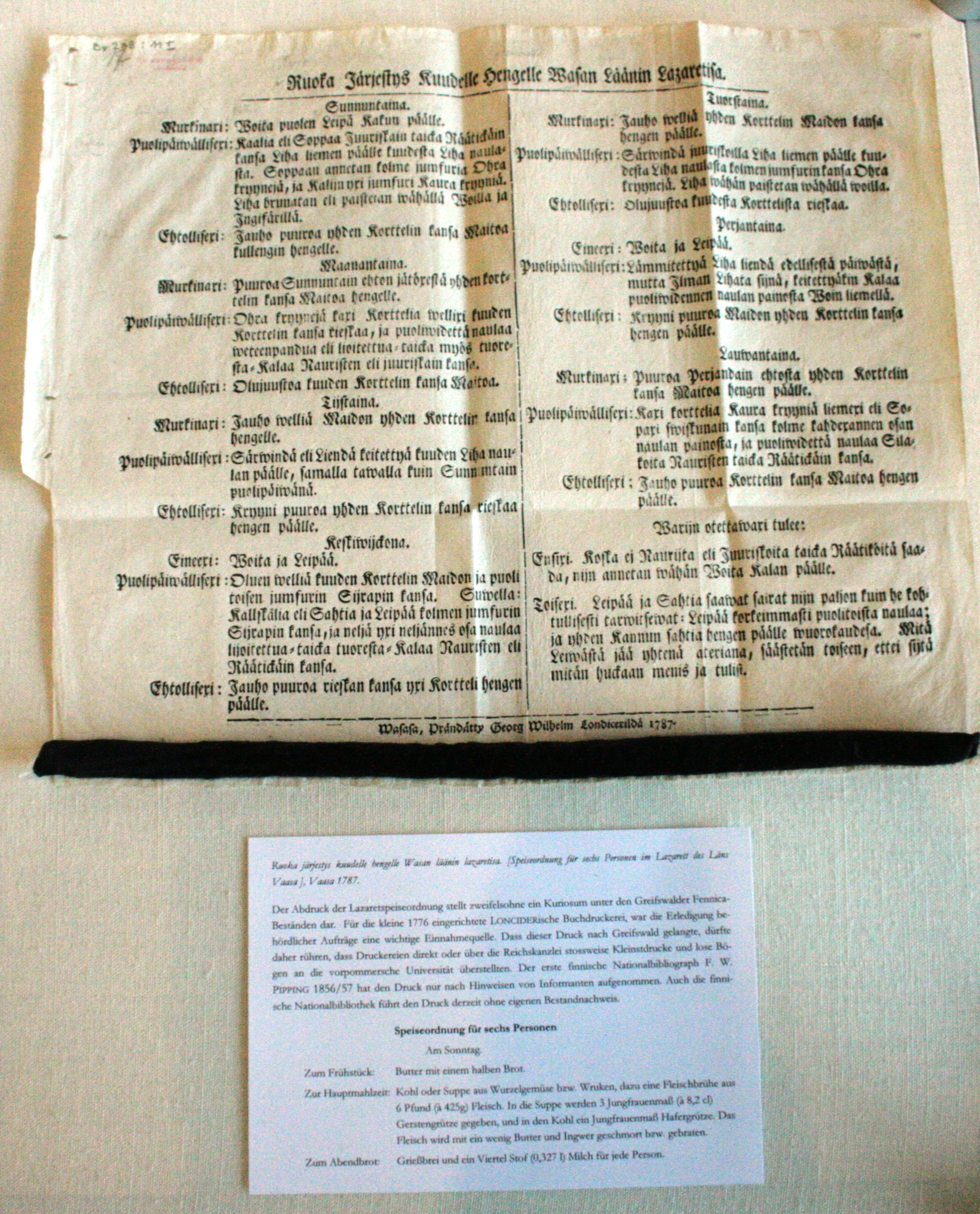
Ruoka järjestys kuudelle hengelle Wasan läänin lazaretisa. [Speiseordnung für sechs Personen im Lazarett des Läns Vaasa ], Vaasa 1787

### Internationale Fachtagung zur finnischen Sprache und Literatur
Zur Fachtagung „Finnische Sprache und Literatur im Europäischen Kontext – Historische Perspektiven und aktuelle Herausforderungen“ am 6.–7. Oktober 2011 kamen Fachleute aus Finnland, Deutschland, den Niederlanden und Polen, deren Beiträge von sprach- und literaturpolitischen bis zu wissenschaftsgeschichtlichen Themen reichten. Im Fokus der wissenschaftsgeschichtlichen Vorträge standen dabei die geistig-kulturellen Beziehungen zwischen Finnland und Deutschland. Sprach- und literaturpolitisch standen hingegen vornehmlich aktuelle Fragen im Mittelpunkt. Aus verschiedenen Perspektiven wurde beleuchtet, welche Rolle das Finnische aber auch das Estnische und die Literatur Finnlands und Estlands im zusammenwachsenden Europa spielen und vor welchen Herausforderungen sie dabei stehen. Passend zum Anlass des Jubiläums wurden des Weiteren auch Fragen der finnischen Sprach- und Kulturvermittlung behandelt. Ein Tagungsband ist bereits erschienen.

## Jubiläumsjahr 2021 - 100 Jahre Finnlandkunde
Mit einem akademischen Festakt beging die Universität Greifswald am 1. Oktober 2021 den einhundertsten Gründungstag des ersten Lektorats für finnische Sprache und Kultur im deutschsprachigen Raum im Beisein der finnischen Botschafterin Anne Sipiläinen. Im Rahmen des Festaktes wurde der finnischen Sprachwissenschaftlerin Prof. Dr. Kaisa Häkkinen die Ehrendoktorwürde der Philosophischen Fakultät verliehen. Im Umfeld des Jubiläums fanden an der Universität Greifswald eine internationale fennistische Herbstschule für Masterstudierende und Promovierende und eine Arbeitstagung der Finnischenlehrenden des deutschsprachigen Raums statt.

## Bibliothek
Die Einrichtung einer umfangreichen finnlandkundlichen Bibliothek gehörte von Anfang an zu den Zielen des einstigen Instituts für Finnlandkunde. Ein Grundstock dafür befand sich bereits vor der Institutsgründung im Universitätsbesitz. Greifswald und Finnland gehörten beide bis Anfang des 19. Jahrhunderts zu Schweden, und obwohl ein Greifswalder Anrecht auf Pflichtexemplare der Druckereien im schwedischen Reich wie bei den anderen schwedischen Universitäten nicht nachweisbar ist, kamen auf Anregung des damaligen Bibliothekars Johann Carl Dähnert ab 1774 alle in Schweden erschienenen Druckerzeugnisse auch nach Greifswald. So lässt sich erklären, dass die Greifswalder Universitätsbibliothek auch eine stattliche Anzahl an Drucken aus Finnland besitzt, das bis 1809 zu Schweden gehörte. Dies betrifft ein Fünftel der 600 zwischen 1775 und 1809 in finnischer Sprache erschienenen Druckerzeugnisse. Ein Großteil davon wurde jedoch – möglicherweise der für die Bibliothekare unverständlichen Sprache wegen – nicht inventarisiert und fand sich erst 1891 bei Bauarbeiten auf dem Dachboden der Universitätsbibliothek an.
1939 erstellte Ewald Kuhr einen Katalog aller vor 1809 erschienenen finnischsprachigen Druckerzeugnisse, die sich im Besitz der Greifswalder Universitätsbibliothek befinden. Dies beinhaltet 156 finnische Bücher, 10 anderssprachige Drucke zum Finnischen und der finnischen Literatur, 16 Schriften mit größeren Abschnitten zur finnischen Sprache sowie weitere, bibliografisch unselbstständige Publikationen wie Beilagen zu Amtsblättern und Glückwunschgedichte.
Beim ältesten Druckerzeugnis in Greifswalder Besitz handelt es sich um das nur in wenigen Exemplaren erhaltene Lexicon Latino-Scondicum von Ericus Schroderus, das erste Wörterbuch, das finnische Lexik enthält. Das wertvollste Exemplar der alten Greifswalder Fennica ist die erste vollständige finnische Bibelübersetzung Biblia, se on: Coco Pyhä Ramattu suomexi, die als zweitschönstes Buch der alten finnischen Literatur gilt. Die Greifswalder Sammlung beinhaltet auch zahlreiche Dissertationen der Universität Turku, darunter Peter Bångs Kirchengeschichte Priscorum Sveo-Gothorum ecclesia aus dem Jahr 1675, die neben dem Verzeichnis der finnischen Götter von Mikael Agricola auch die erste Veröffentlichung eines finnischen Runenliedes enthält. Prominent vertreten sind in der Greifswalder Sammlung weiterhin Henrik Gabriel Porthan, der „Vater der finnischen Geschichtsschreibung“, von dem die Universität unter anderem Teile des Jugendwerkes De poesi fennica und sein historisches Hauptwerk, die Turkuer Bischofschronik besitzt, sowie Christfried Ganander, dessen bekanntestes Werk Mythologia Fennica (1783) ebenso wie die erste finnischsprachige Tierheilkunde Eläinden Tautikirja (1803) zu den Schätzen der Greifswalder Universitätsbibliothek gehört.
Neben den genannten alten finnischsprachigen Druckerzeugnissen gehört zu den Sammlungen der Universitätsbibliothek auch eine große Zahl an anderssprachigen Schriften finnischer Verfasser aus den vergangenen Jahrhunderten. Mit der Gründung des Instituts für Finnlandkunde wurde außerdem eine umfangreiche Fachbibliothek angelegt, die vor dem Zweiten Weltkrieg auf ca. 13.000 Bände angewachsen und der Stolz der Greifswalder Finnlandforscher war. Nach Kriegsende bis Mitte der 1950er Jahre lagerte die Bibliothek auf dem Dachboden des Instituts für Slawistik, da Finnlandkunde in diesem Zeitraum an der Greifswalder Universität keine Rolle spielte. Versuche der Berliner Finnougristik in diesem Zeitraum, die Bestände als Leihgabe für die eigene Bibliothek zu erhalten, blieben zum Glück für die Greifswalder Fennistik erfolglos.
Als die Bibliothek 1955 neu geordnet wurde, stellte man fest, dass nur noch 7000 Bände vom einstigen Bestand vorhanden waren. Dies ist zum Teil sicher auf die nach Kriegsende erfolgte Aussonderung „faschistischer und militaristischer Literatur“ zurückzuführen.

## Personen
Finnischlektoren:
(u. a.)
- Niilo Mäki (1932), bedeutendster finnischer Neuropsychologe seiner Zeit
- Arvi Kivimaa (1932–1934), späterer Generalintendant des finnischen Nationaltheaters, Schriftsteller, Lyriker, Essayist
- Lauri Posti (1934), später international anerkannter Fennougrist und Mitglied der Finnischen Akademie
- Ilmari Lahti (1934–1935), Romanist, Germanist, Fennist, Journalist, Hochschullehrer in Turku
- Atso Vuoristo (1957–1962), Direktor des Turkuer Sprachinstituts
- Kaija Menger (1963–1995), nach Ende der Lektorentätigkeit Mitarbeiterin an Wörterbuchprojekten im Rahmen der Arbeitsgruppe von Jarmo Korhonen, Germanistisches Institut der Universität Helsinki

Lehrstuhlinhaber (Lehrstuhlgründung 1977):
- Kurt Schmidt (1977–1993)
- Pekka Lehtimäki (1994–2000)
- Sirkka-Liisa Hahmo (2000–2008)
- Marko Pantermöller (2010–; Lehrstuhlvertretung 2008–2010)

## Monografien und Sammelbände der Greifswalder Fennisten (Auswahl)
- Mikko Bentlin: Niederdeutsch-finnische Sprachkontakte : der lexikalische Einfluß des Niederdeutschen auf die finnische Sprache während des Mittelalters und der frühen Neuzeit – Helsinki : Suomalais-Ugrilainen Seura, 2008
- Yvonne Bindrim: Die gesellschaftliche Stellung des Schwedischen und des Finnischen in Finnland. Eine empirische Untersuchung. Harrassowitz, Wiesbaden 2023
- Sirkka-Liisa Hahmo: Grundlexem oder Ableitung? die finnischen Nomina der Typen kämmen und pähkinä und ihre Geschichte. Suomalaisen Kirjallisuuden Seura, Helsinki 1994
- Sirkka-Liisa Hahmo (Hrsg.): Omaa vai lainattua: itämerensuomen germaanisiin lainasanoihin liittyviä kirjoitelmia. Suomalaisen Kirjallisuuden Seura, Helsinki 1988
- Sirkka-Liisa Hahmo, Osmo Nikkilä (Hrsg.): Vieraan ymmärtäminen: kirjoituksia kielestä ja kulttuurista. Suomalaisen Kirjallisuuden Seura, Helsinki 1996
- Sampsa Holopainen, Santeri Junttila: Die alten arischen und baltischen Lehnverben der uralischen Sprachen. Münchener Studien zur Sprachwissenschaft, Beiheft 33. Röll, München 2023
- Marja Järventausta, Leena Kolehmainen, Pekka Kujamäki, Marko Pantermöller (Hrsg.): Kontakte, Kontraste und Kooperationen: Begegnungen zwischen Finnland und dem deutschsprachigen Raum. Mémoires de la Société Néophilologique de Helsinki CVIII. Turenki 2022
- Marja Järventausta, Marko Pantermöller (Hrsg.): Finnische Sprache, Literatur und Kultur im deutschsprachigen Raum – Suomen kieli, kirjallisuus ja kulttuuri saksankielisellä alueella. VSUA 85 Harrassowitz, Wiesbaden 2013, 372 Seiten. (ISBN 3-447-06938-4)
- Santeri Juttila (Hrsg.): E litoribus Balticis etymologiae. [based on presentations given at the symposium “Hansakansan kanssa”, held at Alfried Krupp Wissenschaftskolleg Greifswald in May, 2022.]. Uralica Helsingiensa 15, Helsinki 2024
- Stephan Kessler, Marko Pantermöller (Hrsg.): Sprachpflege in der Übersetzungspraxis: Beiträge zur Praxis der Sprachpolitik in kleineren Sprachgemeinschaften.  Lang, Frankfurt am Main u. a. 2011
- Stephan Kessler, Marko Pantermöller (Hrsg.): The Social Status of Languages in Finland and Lithuania – A Plurimethodological Empirical Survey on Language Climate Change. Lang, Berlin u. a. 2020
- Leena Kolehmainen, Marja Järventausta, Pekka Kujamäki und Marko Pantermöller (Hrsg.): Texte, Traditionen und Transformationen: Begegnungen zwischen Finnland und dem deutschsprachigen Raum. (= Mémoires de la Société Néophilologique de Helsinki Tome CX). Société Néophilologique, Helsinki 2023, ISBN 978-951-9040-69-1.
- Andries D. Kylstra, Sirkka-Liisa Hahmo, Tette Hofstra, Osmo Nikkilä: Lexikon der älteren germanischen Lehnwörter in den ostseefinnischen Sprachen. Rodopi, Amsterdam u. a. 1991–2012
- Pekka Lehtimäki: Hämeenkyrön murrekirja. Suomalaisen Kirjallisuuden Seura, Helsinki 2002
- Pekka Lehtimäki: Liistoin Kallei Karkkilasta: murreretki Uudellemaalle. WSOY, Porvoo u. a. 1997
- Pekka Lehtimäki (Hrsg.): Sprachen in Finnland und Estland. Harrassowitz, Wiesbaden 1999
- Thekla Musäus: Wasser, Wälder und graue Dörfer: Karelien in der finnischen und sowjetischen Literatur 1931–1957. Harrassowitz, Wiesbaden 2019
- Marko Pantermöller: Der finnische Abessiv: ein Kasus zwischen spontanem Wandel und gezielter Sprachplanung. Harrassowitz, Wiesbaden 2010
- Marko Pantermöller: Zur orthographischen Integration von Fremdwörtern im Finnischen. Harrassowitz, Wiesbaden 2003
- Dörte Putensen: Zwischen zwei Sprachwelten: Festschrift für die Fennistin Kaija Menger zum 75. Geburtstag. Scheunen-Verl., Kückenshagen 2009
- Riitta Pyykkö, Mikko Tolonen, Kimmo Levä, Seija Mahlamäki-Kultanen, Marko Pantermöller, Torsten Pettersson, Sini Saarinen und Mira Huusko: Humanistisen alan korkeakoulutuksen arviointi. Opetushallitus, Kansallisen koulutuksen arviointikeskus, Tampere 2020
- Jutta Salminen: Epäilemisen merkitys : epäillä-sanueen polaarinen kaksihahmotteisuus kiellon ja kielteisyyden semantiikan peilinä. Helsingin yliopisto, Helsinki 2020
- Benjamin Schweitzer: Finnische Musikfachsprache. Geschichte, Strukturen, Diskurse. De Gruyter, Berlin 2025.

## Weiterführende Literatur
- Wilhelm Friese: 75 Jahre Nordisches Institut der Universität Greifswald. Vorabdruck zum 21. Oktober 1993. Ernst-Moritz-Arndt-Universität, Greifswald 1993.
- Rainer Höll: Die Nordeuropa-Institute der Universität Greifswald von 1918 bis 1945. Mit vergleichenden Betrachtungen zur Greifswalder Nordeuropa-Forschung nach 1945. Überarbeitung der Dissertation von 1984, Greifswald 1997.
- Leena Kärnä, Tiina Lehmusvaara: Suomen kielen opetuspisteet ulkomaisissa yliopistoissa. – In: Tiina Lehmusvaara (Hrsg.): Kielisiltoja maailmalle. Suomen kielen ja kulttuurin opetus ulkomaisissa yliopistoissa. Helsinki 2009, S. 48–147.
- Fritz Keese: Das Greifswalder Institut für Finnlandkunde und seine Nachfolge in Köln. In: Gesellschaft für pommersche Geschichte und Altertumskunde (Hrsg): Baltische Studien. Neue Folge Bd. 56, von der Ropp, Hamburg 1970, S. 87–91 (Digitalisat).
- Ewald Kuhr: Alte finnische Drucke in der Universitätsbibliothek Greifswald. Aus den Schätzen der Universitätsbibliothek zu Greifswald 13; zugl.: Berichte aus dem Institut für Finnlandkunde der Ernst-Moritz-Arndt-Universität Greifswald  11. Greifswald 1939.
- Dora Kurtz: Zu einigen Fragen der Bestandsvermehrung durch Johann Carl Dähnert. – In: Johann Carl Dähnert (1719–1785): Bibliotheksgeschichtliche Beiträge anläßlich seines 200. Todestages. Wissenschaftliche Beiträge der Ernst-Moritz-Arndt-Universität Greifswald, S. 24–34. Greifswald 1986.
- Kaija Menger: Alte finnische Drucke an der Universitätsbibliothek Greifswald. – In: Nordeuropa-Studien 26, S. 48–55. Greifswald 1990.
- Manfred Menger: Zur Geschichte des Finnischlektorats an der Universität. In: Deutsch-Finnische Gesellschaft e. V. (Hrsg.): Zwischen zwei Sprachwelten. Festschrift für die Fennistin Kaija Menger zum 75. Geburtstag. S. 33–52. Kückenshagen 2009.
- Manfred Menger, Dörte Putensen: Finnlandkundliche Traditionen der Universität Greifswald. – In: Pauli Kettunen, A. Kultanen, Timo Soikkanen (Hrsg.): Jäljillä. Kirjoituksia historian ongelmista, Osa 2, S. 37–59. Turku 2000.
- Marko Pantermöller: 90 Jahre akademischer Finnischunterricht in Deutschland. Jahrbuch f. finnisch-deutsche Literaturbeziehungen 2011, 43: S. 177–186.